# Statistiche e record di Manny Pacquiao
In questa pagina sono riportate le statistiche e i record realizzati da Manny Pacquiao durante la carriera pugilistica e cestistica.

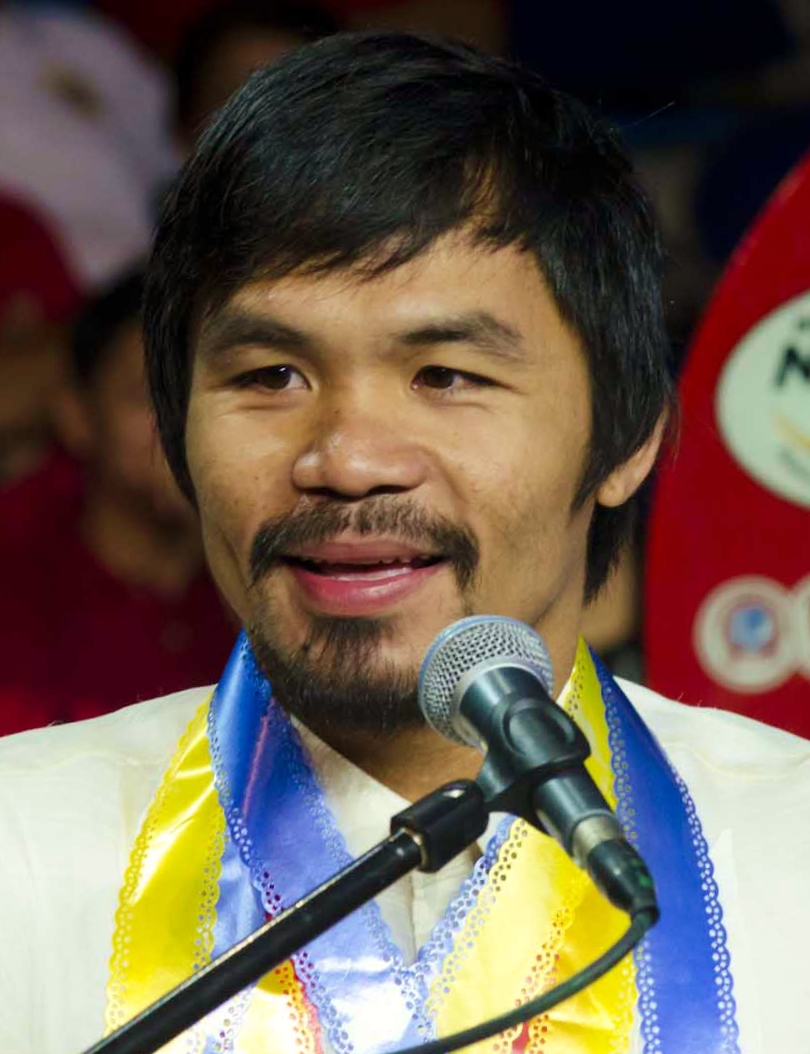
Manny Pacquiao è il primo unico pugile ad aver vinto titoli mondiali in otto differenti categorie di peso

## Statistiche pay-per-view
| Data             | Incontro                 | Pubblicizzato come             | Vendite   | Emittente      |
| ---------------- | ------------------------ | ------------------------------ | --------- | -------------- |
| 19 marzo 2005    | Morales vs. Pacquiao     | Coming With Everything         | 350,000   | HBO            |
| 21 gennaio 2006  | Morales vs. Pacquiao II  | Their First Battle Was An Epic | 355,000   | HBO            |
| 2 luglio 2006    | Pacquiao vs. Larios      | Mano-A-Mano                    | 120,000   | In-Demand      |
| 6 ottobre 2006   | Pacquiao vs. Morales III | The Grand Finale               | 345,000   | HBO            |
| 14 aprile 2007   | Pacquiao vs. Solis       | Blaze of Glory                 | 200,000   | Top Rank       |
| 6 ottobre 2007   | Pacquiao vs. Barrera II  | Will to Win                    | 340,000   | HBO            |
| 15 marzo 2008    | Pacquiao vs. Márquez II  | Unfinished Business            | 400,000   | HBO            |
| 28 giugno 2008   | Pacquiao vs. Diaz        | Lethal Combination             | 250,000   | HBO            |
| 6 dicembre 2008  | De La Hoya vs. Pacquiao  | The Dream Match                | 1,250,000 | HBO            |
| 2 maggio 2009    | Pacquiao vs. Hatton      | The Battle of East and West    | 850,000   | HBO            |
| 14 novembre 2009 | Pacquiao vs. Cotto       | Firepower                      | 1,250,000 | HBO            |
| 13 marzo 2010    | Pacquiao vs. Clottey     | The Event                      | 660,000   | HBO            |
| 13 novembre 2010 | Pacquiao vs. Margarito   | The Eighth Wonder of the World | 1,150,000 | HBO            |
| 17 maggio 2011   | Pacquiao vs. Mosley      | The Undaunted                  | 1,340,000 | Showtime       |
| 8 novembre 2011  | Pacquiao vs. Márquez III | The 25th Round Begins          | 1,400,000 | HBO            |
| 9 giugno 2012    | Pacquiao vs. Bradley     | Perfect Storm                  | 700,000   | HBO            |
| 8 dicembre 2012  | Pacquiao vs. Márquez IV  | Fight of the Decade            | 1,150,000 | HBO            |
| 24 novembre 2013 | Pacquiao vs. Ríos        | The Clash in Cotai             | 470,000   | HBO            |
| 12 aprile 2014   | Pacquiao vs. Bradley II  | Vindication                    | 800,000   | HBO            |
| 23 novembre 2014 | Pacquiao vs. Algieri     | The Clash in Cotai II          | 400,000   | HBO            |
| 2 maggio 2015    | Mayweather vs. Pacquiao  | Fight of the Century           | 4,600,000 | Showtime & HBO |
| 9 aprile 2016    | Pacquiao vs. Bradley III | The Legacy Fight               | 400,000   | HBO            |
| 5 novembre 2016  | Pacquiao vs. Vargas      | The Legend/The Champ           | 300,000   | Top Rank       |
| 19 gennaio 2019  | Pacquiao vs. Broner      | Return to Vegas                | 400,000   | Showtime       |

## Record professionale
| N. | Risultato | Record | Avversario               | Metodo | Round tempo  | Data              | Luogo                                                          | Note |
| -- | --------- | ------ | ------------------------ | ------ | ------------ | ----------------- | -------------------------------------------------------------- | --- |
| 73 | Pareggio  | 62–8-3 | Mario Barrios            | MD     | 12           | 19 luglio 2025    | MGM Grand Garden Arena, Paradise, Stati Uniti                  | Per il titolo WBC dei pesi welter. |
| 72 | Sconfitta | 62–8–2 | Yordenis Ugás            | UD     | 12           | 21 agosto 2021    | T-Mobile Arena, Paradise, Stati Uniti                          | Per il titolo WBA (Super) dei pesi welter. |
| 71 | Vittoria  | 62–7–2 | Keith Thurman            | SD     | 12           | 20 luglio 2019    | MGM Grand Garden Arena, Paradise, Stati Uniti                  | Vince il titolo WBA (Super) dei pesi welter. |
| 70 | Vittoria  | 61–7–2 | Adrien Broner            | UD     | 12           | 19 gennaio 2019   | MGM Grand Garden Arena, Las Vegas, Stati Uniti                 | Difende il titolo WBA dei pesi welter. |
| 69 | Vittoria  | 60–7–2 | Lucas Matthysse          | TKO    | 7 (12) 2:43  | 15 luglio 2018    | Axiata Arena, Kuala Lumpur, Malaysia                           | Vince il titolo WBA dei pesi welter |
| 68 | Sconfitta | 59–7–2 | Jeff Horn                | UD     | 12           | 2 giugno 2017     | Suncorp Stadium, Brisbane, Australia                           | Perde il titolo WBO dei pesi welter. |
| 67 | Vittoria  | 59–6–2 | Jessie Vargas            | UD     | 12           | 5 novembre 2016   | Thomas & Mack Center, Las Vegas, Stati Uniti                   | Difende il titolo lineare dei pesi welter. Vince il titolo WBO dei pesi welter. |
| 66 | Vittoria  | 58–6–2 | Timothy Bradley          | UD     | 12           | 9 aprile 2016     | MGM Grand Garden Arena, Las Vegas, Stati Uniti                 | Vince il titolo Internazionale WBO e lineare dei pesi welter. |
| 65 | Sconfitta | 57–6–2 | Floyd Mayweather Jr.     | UD     | 12           | 2 maggio 2015     | MGM Grand Garden Arena, Las Vegas, Stati Uniti                 | Perde il titolo WBO dei pesi welter. Incontro valido anche per i titoli WBA (Super), WBC, The Ring e lineare dei pesi welter.                                                        |
| 64 | Vittoria  | 57–5–2 | Chris Algieri            | UD     | 12           | 23 novembre 2014  | Cotai Arena, Macau                                             | Difende il titolo WBO dei pesi welter. |
| 63 | Vittoria  | 56–5–2 | Timothy Bradley          | UD     | 12           | 12 aprile 2014    | MGM Grand Garden Arena, Las Vegas, Stati Uniti                 | Vince il titolo WBO dei pesi welter. |
| 62 | Vittoria  | 55–5–2 | Brandon Ríos             | UD     | 12           | 24 novembre 2013  | Cotai Arena, Macao                                             | Vince il titolo vacante Internazionale WBO dei pesi welter. |
| 61 | Sconfitta | 54–5–2 | Juan Manuel Márquez      | KO     | 6 (12) 2:59  | 8 dicembre 2012   | MGM Grand Garden Arena, Las Vegas, Stati Uniti                 | |
| 60 | Sconfitta | 54–4–2 | Timothy Bradley          | SD     | 12           | 9 giugno 2012     | MGM Grand Garden Arena, Las Vegas, Stati Uniti                 | Perde il titolo WBO dei pesi welter. |
| 59 | Vittoria  | 54–3–2 | Juan Manuel Márquez      | MD     | 12           | 12 novembre 2011  | MGM Grand Garden Arena, Las Vegas, Stati Uniti                 | Difende il titolo WBO dei pesi welter. |
| 58 | Vittoria  | 53–3–2 | Shane Mosley             | UD     | 12           | 7 maggio 2011     | MGM Grand Garden Arena, Las Vegas, Stati Uniti                 | Difende il titolo WBO dei pesi welter. |
| 57 | Vittoria  | 52–3–2 | Antonio Margarito        | UD     | 12           | 13 novembre 2010  | Cowboys Stadium, Arlington, Stati Uniti                        | Vince il titolo vacante WBO dei pesi superwelter. |
| 56 | Vittoria  | 51–3–2 | Joshua Clottey           | UD     | 12           | 13 marzo 2010     | Cowboys Stadium, Arlington, Stati Uniti                        | Difende il titolo WBO dei pesi welter. |
| 55 | Vittoria  | 50–3–2 | Miguel Cotto             | TKO    | 12 (12) 0:55 | 14 novembre 2009  | MGM Grand Garden Arena, Las Vegas, Stati Uniti                 | Vince il titolo WBO dei pesi welter. |
| 54 | Vittoria  | 49–3–2 | Ricky Hatton             | KO     | 2 (12) 2:59  | 2 maggio 2009     | MGM Grand Garden Arena, Las Vegas, Stati Uniti                 | Vince i titoli IBO, The Ring e lineare dei pesi superleggeri. |
| 53 | Vittoria  | 48–3–2 | Óscar de la Hoya         | RIT    | 8 (12) 3:00  | 6 dicembre 2008   | MGM Grand Garden Arena, Las Vegas, Stati Uniti                 | |
| 52 | Vittoria  | 47–3–2 | David Díaz               | TKO    | 9 (12) 2:24  | 28 giugno 2008    | Mandalay Bay Events Center, Las Vegas, Stati Uniti             | Vince il titolo WBC dei pesi leggeri. |
| 51 | Vittoria  | 46–3–2 | Juan Manuel Márquez      | SD     | 12           | 15 marzo 2008     | Mandalay Bay Events Center, Las Vegas, Stati Uniti             | Vince i titoli WBC, The Ring e lineare dei pesi superpiuma. |
| 50 | Vittoria  | 45–3–2 | Marco Antonio Barrera    | UD     | 12           | 6 ottobre 2007    | Mandalay Bay Events Center, Las Vegas, Stati Uniti             | Difende il titolo Internazionale WBC dei pesi superpiuma. |
| 49 | Vittoria  | 44–3–2 | Jorge Solís              | KO     | 8 (12) 1:16  | 14 aprile 2007    | Alamodome, San Antonio, Stati Uniti                            | Difende il titolo Internazionale WBC dei pesi superpiuma. |
| 48 | Vittoria  | 43–3–2 | Érik Morales             | KO     | 3 (12) 2:57  | 18 novembre 2006  | Thomas & Mack Center, Las Vegas, Stati Uniti                   | Difende il titolo Internazionale WBC dei pesi superpiuma. |
| 47 | Vittoria  | 42–3–2 | Óscar Larios             | UD     | 12           | 2 luglio 2006     | Araneta Coliseum, Quezon City, Filippine                       | Difende il titolo Internazionale WBC dei pesi superpiuma. |
| 46 | Vittoria  | 41–3–2 | Érik Morales             | TKO    | 10 (12) 2:33 | 21 gennaio 2006   | Thomas & Mack Center, Las Vegas, Stati Uniti                   | Difende il titolo Internazionale WBC dei pesi superpiuma. |
| 45 | Vittoria  | 40–3–2 | Héctor Velázquez         | TKO    | 6 (12) 2:59  | 10 settembre 2005 | Staples Center, Los Angeles, Stati Uniti                       | Vince il titolo vacante Internazionale WBC dei pesi superpiuma. |
| 44 | Sconfitta | 39–3–2 | Érik Morales             | UD     | 12           | 19 marzo 2005     | MGM Grand Garden Arena, Las Vegas, Stati Uniti                 | Incontro valido per i titoli IBA e Internazionale WBC dei pesi superpiuma. |
| 43 | Vittoria  | 39–2–2 | Fahsan 3K Battery        | TKO    | 4 (12) 1:26  | 11 dicembre 2004  | Fort Bonifacio Global City, Taguig, Filippine                  | Difende i titoli The Ring e lineare dei pesi piuma. |
| 42 | Pareggio  | 38–2–2 | Juan Manuel Márquez      | PNU    | 12           | 8 maggio 2004     | MGM Grand Garden Arena, Las Vegas, Stati Uniti                 | Difende i titoli The Ring e lineare dei pesi piuma. Incontro valevole per i titoli WBA (Super) e IBF dei pesi piuma.                                                                 |
| 41 | Vittoria  | 38–2–1 | Marco Antonio Barrera    | TKO    | 11 (12) 2:56 | 15 novembre 2003  | Alamodome, San Antonio, Stati Uniti                            | Vince i titoli The Ring e lineare dei pesi piuma. |
| 40 | Vittoria  | 37–2–1 | Emmanuel Lucero          | KO     | 3 (12) 0:48  | 26 luglio 2003    | Grand Olympic Auditorium, Los Angeles, Stati Uniti             | Difende il titolo IBF dei pesi supergallo. |
| 39 | Vittoria  | 36–2–1 | Serikzhan Yeshmagambetov | TKO    | 5 (10) 1:52  | 15 marzo 2003     | Rizal Park, Manila, Filippine                                  | |
| 38 | Vittoria  | 35–2–1 | Fahprakorb Rakkiatgym    | KO     | 1 (12) 2:46  | 26 ottobre 2002   | Rizal Memorial College Gym, Davao City, Filippine              | Difende il titolo IBF dei pesi supergallo. |
| 37 | Vittoria  | 34–2–1 | Jorge Eliecer Julio      | TKO    | 2 (12) 1:09  | 8 giugno 2002     | The Pyramid, Memphis, Stati Uniti                              | Difende il titolo IBF dei pesi supergallo. |
| 36 | Pareggio  | 33–2–1 | Agapito Sánchez          | PT     | 6 (12) 1:12  | 10 novembre 2001  | Bill Graham Civic Auditorium, San Francisco, Stati Uniti       | Difende il titolo IBF dei pesi supergallo. Incontro valido anche per il titolo WBC dei pesi supergallo. Pareggio tecnico dopo un taglio ricevuto da Pacquiao per via di una testata. |
| 35 | Vittoria  | 33–2   | Lehlo Ledwaba            | TKO    | 6 (12) 0:59  | 23 giugno 2001    | MGM Grand Garden Arena, Las Vegas, Stati Uniti                 | Vince il titolo IBF dei pesi supergallo. |
| 34 | Vittoria  | 32–2   | Wethya Sakmuangklang     | KO     | 6 (12) 2:40  | 28 aprile 2001    | Kidapawan, Filippine                                           | Difende il titolo Internazionale WBC dei pesi supergallo. |
| 33 | Vittoria  | 31–2   | Tetsutora Senrima        | TKO    | 5 (12) 1:06  | 24 febbraio 2001  | Ynares Center, Antipolo, Filippine                             | Difende il titolo Internazionale WBC dei pesi supergallo. |
| 32 | Vittoria  | 30–2   | Nedal Hussein            | TKO    | 10 (12) 1:48 | 14 ottobre 2000   | Ynares Center, Antipolo, Filippine                             | Difende il titolo Internazionale WBC dei pesi supergallo. |
| 31 | Vittoria  | 29–2   | Seung-Kon Chae           | TKO    | 1 (12) 1:42  | 28 giugno 2000    | Araneta Coliseum, Quezon City, Filippine                       | Difende il titolo Internazionale WBC dei pesi supergallo. |
| 30 | Vittoria  | 28–2   | Arnel Barotillo          | KO     | 4 (12)       | 4 marzo 2000      | Ninoy Aquino Stadium, Manila, Filippine                        | Difende il titolo Internazionale WBC dei pesi supergallo. |
| 29 | Vittoria  | 27–2   | Reynante Jamili          | KO     | 2 (12)       | 18 dicembre 1999  | Elorde Sports Complex, Parañaque, Filippine                    | Vince il titolo vacante Internazionale WBC dei pesi supergallo. |
| 28 | Sconfitta | 26–2   | Medgoen Singsurat        | TKO    | 3 (12) 1:32  | 17 settembre 1999 | Pakpanag Metropolitan Stadium, Nakhon Si Thammarat, Thailandia | Perde il titolo lineare dei pesi mosca. |
| 27 | Vittoria  | 26–1   | Gabriel Mira             | TKO    | 4 (12) 2:45  | 24 aprile 1999    | Araneta Coliseum, Quezon City, Filippine                       | Difende i titoli WBC e lineare dei pesi mosca. |
| 26 | Vittoria  | 25–1   | Todd Makelim             | TKO    | 3 (10) 2:52  | 20 febbraio 1999  | Kidapawan, Filippine                                           | |
| 25 | Vittoria  | 24–1   | Chatchai Sasakul         | KO     | 8 (12) 2:54  | 4 dicembre 1998   | Tonsuk College Ground, Phutthamonthon, Thailandia              | Vince i titoli WBC e lineare dei pesi mosca. |
| 24 | Vittoria  | 23–1   | Shin Terao               | TKO    | 1 (10) 2:59  | 18 maggio 1998    | Korakuen Hall, Tokyo, Giappone                                 | |
| 23 | Vittoria  | 22–1   | Panomdej Ohyuthanakorn   | KO     | 1 (12) 1:38  | 6 dicembre 1997   | South Cotabato Stadium, Koronadal, Filippine                   | Difende il titolo OPBF dei pesi mosca. |
| 22 | Vittoria  | 21–1   | Melvin Magramo           | UD     | 10           | 13 settembre 1997 | Coliseum, Cebu City, Filippine                                 | |
| 21 | Vittoria  | 20–1   | Chokchai Chockvivat      | KO     | 5 (12) 2:46  | 26 giugno 1997    | Mandaluyong, Filippine                                         | Vince il titolo OPBF dei pesi mosca. |
| 20 | Vittoria  | 19–1   | Ariel Austria            | TKO    | 6 (10)       | 30 maggio 1997    | Almendras Gym, Davao City, Filippine                           | |
| 19 | Vittoria  | 18–1   | Wook-Ki Lee              | KO     | 1 (10) 1:04  | 24 aprile 1997    | Ritsy's, Makati, Filippine                                     | |
| 18 | Vittoria  | 17–1   | Mike Luna                | KO     | 1 (10) 1:56  | 3 marzo 1997      | Muntinlupa, Filippine                                          | |
| 17 | Vittoria  | 16–1   | Sung-Yul Lee             | TKO    | 2 (10) 1:51  | 28 dicembre 1996  | Muntinlupa, Filippine                                          | |
| 16 | Vittoria  | 15–1   | Ippo Gala                | TKO    | 2 (10)       | 27 luglio 1996    | Mandaluyong, Filippine                                         | |
| 15 | Vittoria  | 14–1   | Bert Batiller            | TKO    | 4 (10)       | 15 giugno 1996    | General Santos, Filippine                                      | |
| 14 | Vittoria  | 13–1   | John Medina              | TKO    | 4 (10)       | 5 maggio 1996     | Malabon, Filippine                                             | |
| 13 | Vittoria  | 12–1   | Marlon Carillo           | UD     | 10           | 27 aprile 1996    | Malate Midtown Ramada Hotel, Manila, Filippine                 | |
| 12 | Sconfitta | 11–1   | Rustico Torrecampo       | KO     | 3 (10) 0:29  | 9 febbraio 1996   | Mandaluyong, Filippine                                         | |
| 11 | Vittoria  | 11–0   | Lito Torrejos            | DT     | 5 (10)       | 13 gennaio 1996   | Parañaque, Filippine                                           | Decisione tecnica dopo tagli causati da una testata |
| 10 | Vittoria  | 10–0   | Rolando Toyogon          | UD     | 10           | 9 dicembre 1995   | Sampaloc, Manila, Filippine                                    | |
| 9  | Vittoria  | 9–0    | Rudolfo Fernandez        | TKO    | 3 (10)       | 11 novembre 1995  | Mandaluyong, Filippine                                         | |
| 8  | Vittoria  | 8–0    | Renato Mendones          | TKO    | 2 (8)        | 21 ottobre 1995   | Puerto Princesa, Filippine                                     | |
| 7  | Vittoria  | 7–0    | Lolito Laroa             | UD     | 8            | 7 ottobre 1995    | Makati, Filippine                                              | |
| 6  | Vittoria  | 6–0    | Armando Rocil            | KO     | 3 (8)        | 16 settembre 1995 | Mandaluyong, Filippine                                         | |
| 5  | Vittoria  | 5–0    | Acasio Simbajon          | UD     | 6            | 3 agosto 1995     | Mandaluyong Sports Complex, Mandaluyong, Filippine             | |
| 4  | Vittoria  | 4–0    | Dele Decierto            | TKO    | 2 (6) 2:41   | 1º luglio 1995    | Mandaluyong, Filippine                                         | |
| 3  | Vittoria  | 3–0    | Rocky Palma              | UD     | 6            | 1º maggio 1995    | Montano Hall, Cavite, Filippine                                | |
| 2  | Vittoria  | 2–0    | Pinoy Montejo            | UD     | 4            | 18 marzo 1995     | Sablayan, Filippine                                            | |
| 1  | Vittoria  | 1–0    | Edmund Enting Ignacio    | UD     | 4            | 22 gennaio 1995   | Sablayan, Filippine                                            | Debutto professionale |

## Record

### Pugilato

#### Individuale
- È il primo e unico pugile a divenire campione mondiale in sette differenti categorie di peso.[13][14]
- È il primo e unico pugile a divenire campione mondiale in otto differenti categorie di peso.[15]
- È il primo pugile a divenire campione linerare[16] in cinque differenti categorie di peso.[17]
- È il campione più anziano nella storia dei pesi welter.[18]
- È il primo e unico pugile a divenire campione mondiale in quattro decadi diverse (anni 1990, 2000, 2010 e 2020).[19]

#### Classifiche
- È stato per 205 settimane al vertice della classifica pound for pound di The Ring.[20][21]
- È stato il pugile più a lungo incluso nella top-10 della classifica pound for pound di The Ring.[22]

### Pallacanestro
- Giocatore più anziano (35 anni) ad essere selezionato in un Draft della PBA.[23]
- Giocatore più anziano (35 anni) a debuttare in una partita della PBA.
- Sesto giocatore più basso (166 cm) nella storia della PBA.
- Primo multi-atleta (pugilato e pallacanestro) della PBA.[24]